# Ajuste de Contas (futebol)
Ajuste de Contas era o tradicional clássico de futebol disputado entre o Esporte Clube Vitória e o Clube de Natação e Regatas São Salvador (que hoje dedica-se somente a esportes aquáticos).

## História
O Ajuste de Contas foi o primeiro clássico do futebol baiano, As duas grandes forças do estado na época eram apenas Vitória e São Salvador, assim, quando eles se enfrentavam, acontecia o ajuste de contas. O nome provavelmente faz referência ao fato de remadores do Vitória saírem do clube para entrar no São Salvador na época do Remo. Antes do tradicional clássico Ba-Vi, que hoje é um dos maiores do Brasil, disputado entre o Esporte Clube Bahia e o Vitória, o rubro-negro baiano realizava outros clássicos na capital como o com São Salvador, clube que ao longo da história conquistou por duas vezes o Campeonato Baiano de Futebol. Com a extinção da Liga Baiana (atual Campeonato Baiano), o São Salvador desistiu do futebol, tendo como atividade atualmente competições aquáticas.  